# FCW Florida Tag Team Championship
Le FCW Florida Tag Team Championship est le championnat de catch par équipes organisé par la Florida Championship Wrestling, club-école de la World Wrestling Entertainment. Le titre est créé en 2008.

## Historique
Le FCW Florida Tag Team Championship est créé le 23 février 2008 lorsque The Puerto Rican Nightmares (Eddie Colón et Eric Pérez) ont battu Steve Lewington et Heath Miller dans un tournoi Tag Team.
Les champions actuel sont Brad Maddox & Rick Victor, qui ont battu CJ Parker & Jason Jordan le 28 juin 2012 pour couronner les nouveaux champions.

## Règnes
| Rang | Catcheur                                                              | Règne     | Durée | Date              | Lieu                           | Évènement                                                     |
| ---- | --------------------------------------------------------------------- | --------- | ----- | ----------------- | ------------------------------ | ------------------------------------------------------------- |
| 1.   | The Puerto Rican Nightmares (Eddie Colon et Eric Pérez)               | 1         | 29    | 23 février 2008   | Port Richey, Floride           | Live Event                                                    |
| 2.   | Brad Allen et Nic Nemeth (1)                                          | 1         | 23    | 23 mars 2008      | Port Richey, Floride           | Live Event                                                    |
| 3.   | The Puerto Rican Nightmares                                           | 2         | 21    | 15 avril 2008     | Port Richey, Floride           | Live Event                                                    |
| 4.   | The Empire (Drew McIntyre et Stu Sanders)                             | 1         | 72    | 6 mai 2008        | Port Richey, Floride           | Live Event                                                    |
| 5.   | Joe Hennig et Gabe Tuft                                               | 1         | 3     | 12 juillet 2008   | New Port Richey, Floride       | Live Event                                                    |
| 6.   | The Empire (Drew McIntyre et Stu Sanders)                             | 2         | 2     | 15 juillet 2008   | Port Richey, Floride           | Live Event                                                    |
| 7.   | The Puerto Rican Nightmares                                           | 3         | 30    | 17 juillet 2008   | Tampa, Floride                 | Live Event                                                    |
| 8.   | Nic Nemeth (2) & Gavin Spears                                         | 1         | 26    | 16 août 2008      | Tampa, Floride                 | Live Event                                                    |
| 9.   | Michael McGillicutty (1) et Heath Slater                              | 1         | 49    | 11 septembre 2008 | Tampa, Floride                 | Live Event                                                    |
| 10.  | DH Smith et TJ Wilson                                                 | 1         | 42    | 30 octobre 2008   | Tampa, Floride                 | Live Event                                                    |
| 11.  | Tyler Reks et Johnny Curtis                                           | 1         | 140   | 11 décembre 2008  | Tampa, Floride                 | TV Tapings                                                    |
| 12.  | Trent Barreta (1) et Caylen Croft (1)                                 | 1         | 84    | 30 avril 2009     | Tampa, Floride                 | TV Tapings                                                    |
| 13.  | Kris Logan et Justin Gabriel                                          | 1         | 0     | 23 juillet 2009   | Tampa, Floride                 | TV Tapings                                                    |
| 14.  | The Rotundo Brothers (Bo Rotundo et Duke Rotundo)                     | 1         | 119   | 23 juillet 2009   | Tampa, Floride                 | TV Tapings                                                    |
| 15.  | The Dudebusters (Curt Hawkins, Caylen Croft (2) et Trent Barreta (2)) | 1         | 56    | 19 novembre 2009  | Tampa, Floride                 | TV Tapings                                                    |
| 16.  | The Fortunate Sons (Michael McGillicutty (2) et Brett DiBiase)        | 1         | 58    | 14 janvier 2010   | Tampa, Floride                 | TV Tapings                                                    |
| 17.  | The Usos Brothers (Jimmy Uso & Jules Uso)                             | 1         | 82    | 13 mars 2010      | Crystal River, Floride         | Live Event                                                    |
| 18.  | Los Aviadores (Dos Equis/Epico & Hunico)                              | 1         | 42    | 3 juin 2010       | Tampa, Floride                 | Live Event                                                    |
| 19.  | Kaval et Michael McGillicutty (3)                                     | 1         | 1     | 15 juillet 2010   | Tampa, Floride                 | Live Event                                                    |
| 20.  | Los Aviadores (Epico & Hunico)                                        | 2         | 28    | 16 juillet 2010   | Sebring, Floride               | Live Event                                                    |
| 21.  | Derrick Bateman & Johnny Curtis (2)                                   | 1         | 84    | 12 août 2010      | Tampa, Floride                 | TV Tapings                                                    |
| 22.  | Xaver Woods & Wes Brisco                                              | 1         | 27    | 4 novembre 2010   | Tampa, Floride                 | Houses-Shows                                                  |
| -    | Vacant                                                                | -         | -     | 1er décembre 2010 | Tampa, Floride                 | Live-event                                                    |
| 23.  | Damien Sandow & Titus O'Neil                                          | 1         | 112   | 3 décembre 2010   | Plant City, Floride            | Houses-Shows                                                  |
| 24.  | Richie Steamboat & Seth Rollins                                       | 1         | 48    | 25 mars 2011      | Miami-Dade Conty Fair, Floride | live Event                                                    |
| 25.  | Calvin Raines et Big E Langston                                       | 1         | 70    | 12 mai 2011       | Tampa, Floride                 | FCW TV Taping                                                 |
| 26.  | CJ Parker et Donny Marlow                                             | 1         | 105   | 21 juillet 2011   | Tampa, Floride                 | FCW TV Taping                                                 |
| 27.  | Brad Maddox & Briley Pierce                                           | 1         | 110   | 3 novembre 2011   | Tampa, Floride                 | FCW TV Taping                                                 |
| /    | Vacant                                                                | 1         | 0     |                   |                                |                                                               |
| 28.  | « The Rotundo Brothers » (Husky Harris et Bo Rotundo)                 | 1         | 42    | 2 février 2012    | Tampa, Floride                 | FCW TV Taping                                                 |
| 29.  | Jake Carter & Corey Graves                                            | 1         | 92    | 15 mars 2012      | Tampa, Floride                 | FCW TV Taping                                                 |
| 30.  | Mike Dalton & Leakee                                                  | 1         | 28    | 15 juin 2012      | Palatka, Floride               | Live Event                                                    |
| 31.  | CJ Parker (2) & Jason Jordan                                          | 1         | 15    | 13 juillet 2012   | Punta Gorda, Floride           | Live Event                                                    |
| 32.  | Brad Maddox (2) & Rick Victor                                         | 1         | 17    | 28 juillet 2012   | Melbourne, Floride             | Live Event                                                    |
| -    | Désactivé                                                             | Désactivé |       | 14 août 2012      |                                | Le Titre est Désactivé quand la FCW est devenu NXT Wrestling. |

## Règnes combinés
| Rang | Champion                                                             | Nombre de règnes | Jours combinés |
| ---- | -------------------------------------------------------------------- | ---------------- | -------------- |
| 1.   | « The Rotundo Brothers » (Duke Rotundo / Husky Harris et Bo Rotundo) | 2                | 161            |
| 2.   | Tyler Reks et Johnny Curtis                                          | 1                | 140            |
| 3.   | Damien Sandow & Titus O'Neil                                         | 1                | 112            |
| 4.   | CJ Parker & Donny Marlow                                             | 1                | 105            |
| 5.   | Jake Carter & Corey Graves                                           | 1                | 92             |
| 6.   | Brad Maddox & Briley Pierce                                          | 1                | 92             |
| 7.   | Derrick Bateman et Johnny Curtis                                     | 1                | 84             |
| 7.   | Trent Beretta et Caylen Croft                                        | 1                | 84             |
| 9.   | Jimmy Uso et Jules Uso                                               | 1                | 82             |
| 10.  | « The Puerto Rican Nightmares » (Eric Pérez et Primo Colon)          | 3                | 80             |
| 11.  | « The Empire » (Drew McIntyre et Stu Sanders)                        | 2                | 74             |
| 12.  | « Los Aviadores » (Epico et Hunico)                                  | 2                | 70             |
| 12.  | Calvin Raines et Big E Langston                                      | 1                | 70             |
| 14.  | Michael McGillicutty et Brett DiBiase                                | 1                | 58             |
| 15.  | « The Dudebusters » (Kris Pavone, Trent Baretta et Curt Hawkins      | 1                | 56             |
| 16.  | Michael McGillicutty et Heath Slater                                 | 1                | 49             |
| 17.  | Mike Dalton & Leakee                                                 | 1                | 28             |
| 18.  | Richie Steamboat et Seth Rollins                                     | 1                | 48             |
| 19.  | DH Smith et TJ Wilson                                                | 1                | 42             |
| 20.  | Xaver Woods et Wes Brisco                                            | 1                | 27             |
| 21.  | Nic Nemeth et Gavin Spears                                           | 1                | 25             |
| 22.  | Brad Allen et Nic Nemeth                                             | 1                | 23             |
| 23.  | Brad Maddox & Rick Victor                                            | 1                | 17             |
| 24.  | CJ Parker & Jason Jordan                                             | 1                | 15             |
| 25.  | Gabe Tuft et Joe Hennig                                              | 1                | 3              |
| 26.  | Kaval et Michael McGillicutty                                        | 1                | 1              |
| 27.  | Kris Logan et Justin Gabriel                                         | 1                | 0              |

## Règnes combinés en individuel
| Rang | Champion                    | Nombre de règnes | Jours combinés |
| ---- | --------------------------- | ---------------- | -------------- |
| 1.   | Johnny Curtis               | 2                | 224            |
| 2.   | Bo Rotundo                  | 2                | 161            |
| 2.   | Duke Rotundo / Husky Harris | 2                | 161            |
| 4.   | Tyler Reks                  | 2                | 143            |
| 4.   | Trent Barreta               | 2                | 140            |
| 4.   | Caylen Croft                | 2                | 140            |
| 7.   | CJ Parker                   | 2                | 120            |
| 8.   | Damien Sandow               | 1                | 112            |
| 8.   | Titus O'Neil                | 1                | 112            |
| 10.  | Michael McGillicutty        | 4                | 111            |
| 11.  | Brad Maddox                 | 2                | 108            |
| 12.  | Donny Marlow                | 1                | 105            |
| 13.  | Briley Pierce               | 1                | 92             |
| 13.  | Jake Carter                 | 1                | 92             |
| 13.  | Corey Graves                | 1                | 92             |
| 16.  | Derrick Bateman             | 1                | 84             |
| 17.  | Jimmy Uso                   | 1                | 82             |
| 17.  | Jules Uso                   | 1                | 82             |
| 19.  | Eddie Colon                 | 3                | 80             |
| 19.  | Eric Escobar                | 3                | 80             |
| 21.  | Drew McIntyre               | 2                | 74             |
| 21.  | Stu Standers                | 2                | 74             |
| 23.  | Hunico                      | 2                | 70             |
| 23.  | Epico                       | 2                | 70             |
| 23.  | Calvin Raines               | 1                | 70             |
| 23.  | Big E Langston              | 1                | 70             |
| 27.  | Brett DiBiase               | 1                | 58             |
| 28.  | Curt Hawkins                | 1                | 56             |
| 29.  | Heath Slater                | 1                | 49             |
| 30.  | Nic Nemeth                  | 2                | 48             |
| 31.  | DH Smith                    | 1                | 42             |
| 31.  | TJ Wilson                   | 1                | 42             |
| 33.  | Mike Dalton                 | 1                | 28             |
| 33.  | Leakee                      | 1                | 28             |
| 35.  | Wes Brisco                  | 1                | 27             |
| 35.  | Xavier Woods                | 1                | 27             |
| 37.  | Gavin Spears                | 1                | 25             |
| 38.  | Brad Allen                  | 1                | 23             |
| 39.  | Rick Victor                 | 1                | 17             |
| 40.  | Jason Jordan                | 1                | 15             |
| 41.  | Kaval                       | 1                | 1              |
| 42.  | Justin Gabriel              | 1                | 0              |
| 42.  | Kris Logan                  | 1                | 0              |